# Annaberg-Lungötz
Annaberg-Lungötz är en kommun i Österrike. Den ligger i distriktet Hallein i förbundslandet Salzburg, 230 kilometer väster om huvudstaden Wien. 
Kommunen består av åtta orter (Ortschaften) (inom parentes invånarantal 1 januari 2024):

- Annaberg im Lammertal (754)
- Braunötzhof (121)
- Gappen (191)
- Hefenscher (307)
- Klockau (50)
- Neubach (550)
- Promberg (93)
- Steuer (148)